# Messier 65
Messier 65 (M65 ili NGC 3623) je spiralna galaksija u zviježđu Lav. Galaksiju je osobno otkrio Charles Messier 1. ožujka 1780. godine. M65 je zajedno s M66 i NGC 3628 dio grupe galaktike nazvane Leo Triplet I.

## Svojstva
M65 nalazi se na udaljenosti od približno 22 milijuna svjetlosnih godina. Dimenzijama je za oko trećinu manja od naše Mliječne staze. Galaksija ima malo plina i prašine, a zvjezdana formacija je na minimumu. Odnos starih i mladih zvijezda je poprilično visok što pridonosi žućkastoj boji galaksije. Unatoč tome što je blizu M66 i NGC 3628, galaktika M65 izgleda sasvim normalno, bez znakova pretrpljenih sudara ili mimoilaženja starost zvijezda nam govori drugačije. Relativno nedavno dogodio se period brzog stvaranja zvijezda. Vjeruje se da se prije 800 milijuna godina dogodila interakcija s ostalim galaksijama Tripleta.

## Amaterska promatranja
M65 moguće je vidjeti 80 mm-skim teleskopom bez većih problema. Koristeći povećanja manja od 80 puta moguće ju je smjestiti u isto vidno polje s M66. Treća, tamnija galaksija, NGC 3628, teže je vidljiva u 80 mm-skom teleskopu i za nju je potrebno barem 114 mm promjera za ugodno promatranje. Obje galaktike su jasno vidljive u 200 mm-skom teleskopu, dok NGC 3628 se malo teže uočava, posebice kada se promatra iz naseljenog mjesta. Pod tamnim nebom sve tri galaktike su lako vidljive. Sve tri galaktike je moguće smjestiti u isto vidno polje na povećanju od 35 puta. 

## Vanjske poveznice
- Skica M65 zajedno s M66
- (eng.) SEDS: NGC 3623
- (eng.) Revidirani Novi opći katalog
- (eng.) Izvangalaktička baza podataka NASA-e i IPAC-a
- (eng.) Astronomska baza podataka SIMBAD
- (eng.) VizieR